# دیوید نورمن
دیوید نورمن (انگلیسی: David Norman؛ زادهٔ ۶ مهٔ ۱۹۶۲) بازیکن فوتبال اهل کانادا بود.
از باشگاه‌هایی که در آن بازی کرده‌است می‌توان به باشگاه فوتبال ونکوور وایتکپس اشاره کرد.
وی همچنین در تیم‌های ملی فوتبال کانادا، و کانادا، بازی کرده‌است.